# Problepsis summa
Problepsis summa là một loài bướm đêm trong họ Geometridae.